# 紅頭海豬魚
紅頭海豬魚，為輻鰭魚綱鱸形目隆頭魚亞目隆頭魚科的其中一種，分布於印尼弗洛勒斯海海域，棲息深度10-35公尺，雄魚的主要特徵為鮮紅色的頭部，體長可達10公分，棲息在珊瑚生長茂盛的礁石區海域，生活習性不明。